# 山阴新干线

山阴新干线的大致规划路线

山阴新干线（日语：／ Sanin Shinkansen */?）是从大阪府大阪市经鸟取县鸟取市附近、岛根县松江市附近到山口县下关市的基本计划高速铁路线（新干线）。
1973年，根据《全国新干线铁道整备法》第四条第一项的规定，运输省公示了《确定开始建设新干线铁道路线基本计划》（1973年第466号告示）。截至2021年，尚未有开工计划。

## 要求建设的动向
基本计划是在1973年日本战后经济奇迹时期决定的。山阴新干线全长约550公里，建设费用约4万亿日元，但由于石油危机，日本政府采取了抑制总需求的措施，原计划先行建设的整备新干线建设被冻结，加上日本战后经济奇迹的终结，计划实际上已经中断。建成后可能会连接中国横断新干线，但此后没有任何计划进展。
为促进停滞不前的讨论，2013年山阴纵贯·超高速铁路整备推进市町村会议成立。会议由6个府县的市町村组成，鸟取市长担任会长。其主张是，推进贯穿山阴地方、连接北陆地方和近畿圈的新干线的建设，同时考虑传统轮轨和磁悬浮的建设方式。
如果采用磁悬浮建设方式，预计将成为东京到福冈之间路线的一部分，建设费13万3537亿日元，利润18万7900亿日元，经济波及效果预计每年1590亿日元。如果采用传统新干线建设方式，建设费3万910亿日元，利润3万3789亿日元，经济波及效果估计为每年377亿日元。在比较建设费用和建设后40年间的便利的推算中，传统型新干线的效益成本比为1.09，而磁悬浮列车的效益成本比为1.41。
此外，还有人建议考虑单线，以降低成本。
如果实现现有方式的山阴新干线，从鸟取到大阪的所需时间约为1 ~ 1.5小时（乘坐特快超级白兔号列车约2.5小时） ，从松江到大阪的所需时间约为1.5 ~ 2小时（乘坐特快八云号列车 + 新干线约3.5小时）。据推算，与不建设山阴新干线的情况相比，鸟取县和岛根县的人口将分别增加数万人。

## 有关建设路线选择的动态
在2016年北陆新干线路线研究时，为了早日实现，提出了部分路段的共用。2017年，在北陆新干线决定不经过的京都府北部，北陆新干线京都府北部路线诱致促进同盟会更名为京都府北部路线诱致·铁路高速化整备促进同盟会，开始推动山阴新干线。
该组织提出，山阴新干线连接日本海侧重要地区和全国主要城市的新干线网络，使日本海国土轴的形成和日本海一侧地区与太平洋一侧地区加强合作成为可能。京都府北部地区（京都府北部地域连携都市圈）是日本海侧的重要地区，经由京都府北部，将促进地方发展，有利于整个日本的国家利益。

## 年表
- 1967年
  - 日本国有铁道提出了全国新干线网络的构想。
- 1969年
  - 5月30日：新全国综合发展计划决定。
- 1970年
  - 5月18日：全国新干线铁道整备法生效。
  - 7月23日：山阴新干线建设促进期成同盟会成立。
- 1973年
  - 11月15日：昭和48年告示第466号，公示包括山阴新干线在内的12条新干线线的基本计划。
- 2007年
  - 山阴新干线建设促进期成同盟会停止实质性活动。
- 2013年6月5日
  - 山阴纵贯·超高速铁路整备推进市町村会议成立。
- 2016年
  - 5月19日：实现山阴新干线国会议员会成立。
- 2019年
  - 山阴新干线建设促进期成同盟会重启游说活动。[12]

## 有关组织
为了促进山阴新干线的建设而成立的组织除了以下之外，还有地方自治体议会的议员联盟等。
山阴新干线建设促进期成联盟会
1970年7月23日成立。由京都府、兵库县、岛根县、鸟取县、山口县等1府4县和市长会、市议会议长会、町村会、町村议会议长会、经济团体等40个团体组成。代表发言人是鸟取县知事。京都府从2019年参加。
山阴纵贯·超高速铁路整备推进市町村会议
2013年6月5日成立。由山口县2市、岛根县8市7町1村、鸟取县4市11町1村、兵库县3市2町、大阪府4市、京都府6市2町、福井县1市等52个市町村组成。
会议将包括从北陆地方到下关的环日本海·本州西部地区定位为有能力与东亚地区进行交流的重要地区，会议认为从确保太平洋地区在大规模灾难面前的应对以及从国防和海上安全的角度来看，这些地区对整个日本都具有重要作用。为了使这个地区与日本全国的城市连接起来发展，为了从地方上支撑日本经济，有必要尽早实现山阴新干线。
实现山阴新干线国会议员会
2016年5月19日，由岛根县、鸟取县等日本海一侧5个府县的国会议员设立。2019年时的会员名单如下:。
- 安倍晋三（最高顾问）
- 河村建夫（顾问）
- 竹下亘（顾问）
- 林芳正（顾问）
- 石破茂（会长）
- 細田博之（干事长）
- 谷公一（事务局长）
- 西田昌司（事务局次长）
- 二之湯智
- 本田太郎
- 末松信介
- 赤澤亮正
- 舞立昇治
- 青木一彦
- 江島潔
- 岸信夫
- 高村正大
- 古田圭一
- 三浦靖

山阴新干线京都府北部路线诱致·铁路高速化整备促进同盟会
2017年8月7日成立。其前身北陆新干线京都府北部路线诱致促进同盟会成立于2016年3月5日。
由京都府北部的舞鹤市、福知山市、绫部市、宫津市、京丹后市、伊根町、与谢野町等地方自治团体、议会、工商团体、观光团体等组成，舞鹤市长担任会长。除了引进山阴新干线以外，还在推进山阴本线、福知山线、舞鹤线的复线高速化和京都府北部地区引进交通系 IC卡的方案。
山阴新干线整备促进鸟取市议会议员联盟
2019年6月25日成立。由鸟取市议会的议员组成。